# Трясунов, Вячеслав Константинович
Вячеслав Константинович Трясунов (24 июня 1985 год, Славгород, РСФСР, СССР) — российский и казахстанский хоккеист, защитник сборной Казахстана.

## Карьера
Воспитанник славгородского хоккея. Первый тренер — Анатолий Пинигин.
До 2009 года выступал в первой и высшей лигах чемпионата России.
В высшей лиге провёл 235 игр, набрав 30 (8+22) очка по системе «гол + пас».
В первой лиге в 115 играх набрал 25 (4+21) очко.
С 2009 года играет в чемпионате Казахстана.
За 6 сезонов провёл 355 игр, набрав 123 (25+98) очков по системе «гол + пас».
Трёхкратный чемпион Казахстана (2011, 2012 2014), вице-чемпион (2009 2010 2013).

## Международная карьера
Участник и победитель ЧМ-2015 в первом дивизионе.Участник ЧМ 2016 Участник и серебряный призёр Универсиады 2014